# 奉天会战
奉天会战从1905年2月20日开始至3月10日结束，爆发于大清帝國在满洲的奉天地域（奉天现名沈阳，是中国辽宁省省会），是第一次世界大战前世界上最大规模的地面战役之一，也是日俄战争中最后的决定性战役。
俄军陆军兵力超过34万人，由亚历克塞·尼古拉耶维奇·库罗帕特金大将指挥；对阵由陆军元帅大山岩指挥的28万日本陆军。战场合计超过60万人参战。是继1813年莱比锡会战之后世界上发生的最大规模的战役，也是第二次世界大战前在亚洲地区最大规模的现代化战役。

## 战役背景
继辽阳会战之后（1904年8月24日至9月4日），俄军撤退到奉天以南的沙河重新编组。1904年10月5日到10月17日的沙河战役中，俄军未能击退日军的进攻，但是却成功的使日军放慢了脚步。俄军的第二次阻击战黑沟台战役从1905年1月25日战至1月29日，同样未能击退日军。
而此时，旅顺的陷落使乃木希典的第3军得以抽出手向北前出到奉天附近，以支援日军的阵线准备下一次进攻。到了1905年2月，日军能够调动的预备队接近枯竭。随着乃木的第3军的加入，此刻日军的兵力大部分集结在奉天附近。此时，严重的伤亡，满洲冬天的苦寒以及俄罗斯波罗的海舰队（第二太平洋舰队）的到来使得大山岩元帅不得不尽快制定进攻计划以完整的消灭俄军力量，这远比仅仅成功的驱使俄军向北撤退来的重要。

## 黑沟台战役
到1905年2月中，奉天地区日军在长达100余公里的战线上集结了5个军，27万人，1082门炮，200挺机枪。大山岩元帅的计划是：以新到的第3军、第5军分别迂回俄军两翼，第1军、第2军、第4军以正面进攻牵制俄军于沙河地区，并保障第3军、第5军的迂回运动。主攻指向俄军右翼，由第3军担任。 此时，沿沙河一线集结的俄军成3个独立的野战集团：右翼为第2满洲军，正面25公里；中央为第3满洲军，正面20公里；左翼为第1满洲军，正面45公里。暴露的翼侧由独立部队掩护。俄军总兵力达33万人，炮1266门，机枪56挺。在害怕爆发革命的沙皇政府催促下，库罗帕特金决定发动酝酿已久的攻势。在日军第3军北上之前，企图在沙河一线击溃日军主力，这样就爆发了黑沟台战役。
日俄双方对比，俄军在兵力和火炮方面均占优势，库罗帕特金计划用第2满洲军(5个军126个步兵营、162个骑兵连439门炮）共10万人担任突击，任务首先是占领奉天西南约40公里的一个村子沈旦堡(三叠铺)。库罗帕特金认为该村是日军整个阵地的关键。而这个方向上的日军，实力却异常薄弱，仅以骑兵第一旅团的秋山好古部8000人警戒宽大正面。二十五日来攻的俄军有：黑沟台方面的2个师（由32个步兵营编成），沈旦堡方面的1个师（由16个步兵营编成）和向日军左侧插过来的米舒钦柯骑兵军（72个骑兵连）。被包围的日军秋山好古部率先在战场上大规模使用了机枪，把冲锋的哥萨克骑兵打的尸横遍野。大山岩元帅十分重视战况的发展变化，在紧急调动位于后方的第8师团（立见尚文指挥）立即奔赴黑沟台的同时，也从各条战线抽调可能抽出的兵力，编成临时预备队进行反击。1月26日至28日，日军西翼的各部队进行了浴血奋战。立见尚文部子弹用尽，被迫进行了一场世界最大的白刃突击，突破了俄军对秋山旅团的包围，1月29日拂晓，以临时预备队的第5师团，在由柳条口至长滩的西北方向上，分割攻击敌人阵地，以期各个击破黑沟台以南之敌。又一次由于库罗帕特金官缺乏果断，丧失了千载难逢的好战机。由于他担心俄军第2军可能会遭到分割包围。因而没有积极扩大黑沟台方面的战果。特别是由于日军部署在中央位置的部队（主要是第2军）的牵制活动，进一步增加了作战正面的危机感，以至几次拒绝俄军第2军司令官的增援要求。结果，不但停止了对黑沟台方面日军的进攻，而且下达了撤退的命令。日军渡过了一次最大的危机。

## 兵力部署

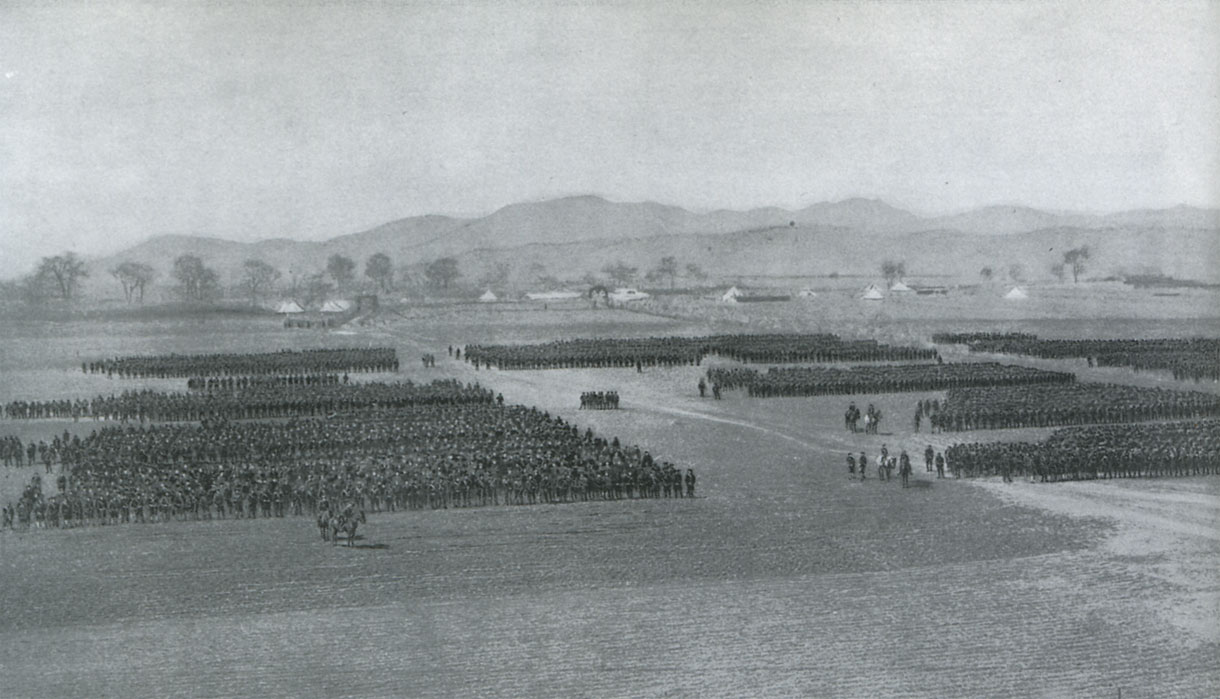
奉天会战后的日军第一军

俄军战线纵深很浅但保留有一只中央预备队，整个阵线布置在奉天以南，绵延约90英里（约140公里）。在右翼平坦的地域，是亚历山大·冯·考尔巴斯的第二满洲军。在中央，由亚历山大·比尔德林指挥的第三满洲军占据铁路和主要公路。占据在东翼山岳地带的是第一满洲军，由尼古拉·连纳维奇指挥，在这个方向上同时布置了俄军三分之二的骑兵，由保罗·冯·伦嫩坎普夫指挥。至此，库洛帕特金摆出了一个纯粹的防守姿态，日军除非在整个战线上达成重大突破，否则将很难甚至无法完成进攻。
日军方面，第一军（黑木為楨指挥）和第四军（野津道貫指挥）前出到铁路线东端；第二军（奥保鞏指挥）前出到西端，第三军（乃木希典指挥）隐蔽在第二军后面直到战役发起。新组建的鸭绿江军（川村景明指挥）负责牵制俄军东翼。鸭绿江军编制上只有由来自旅顺的第11师团以及预备队组成，面对整个俄军东翼将承受巨大的压力。
库洛帕特金相信日军的主要突破方向将会是在阵线东翼的山岳地带，因为在这一方向上日军表现的相当活跃；而且情报也显示在这一地域出现了来自原隶属第三军的善战的第11师团，所有这些表象都加强了他的这一判断。
大山岩元帅的计划是把他的部队摆成一个以奉天为圆心的月牙，用以切断俄军逃跑的可能。在他的命令中明确的要求避免在奉天市区发生战斗。在整个日俄战争中，日军追求细致的民事政策以求能够避免大量平民的伤亡，日军希望以此能够争取到当地中国百姓的欢迎。

## 战役

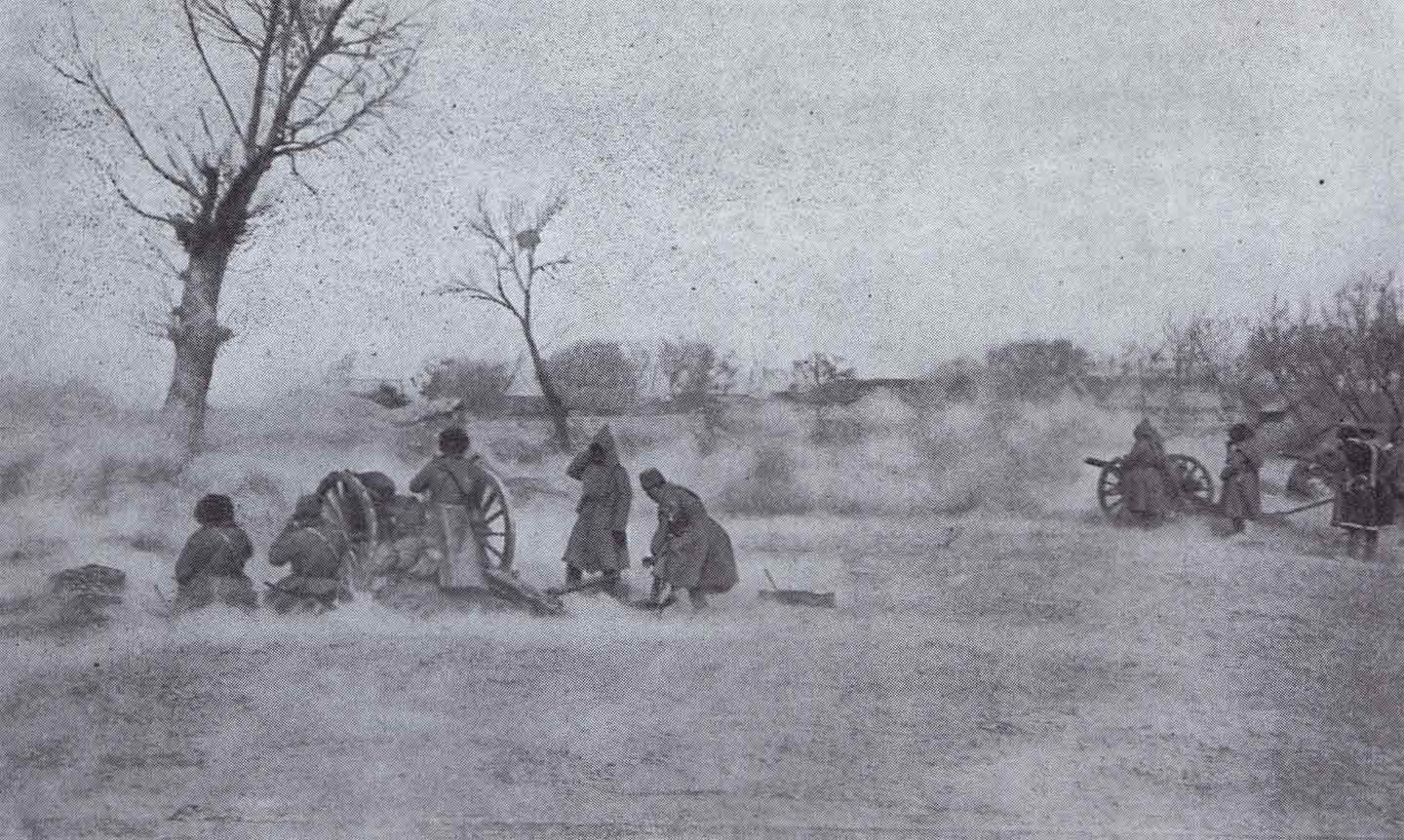
战斗中的俄军野炮阵地

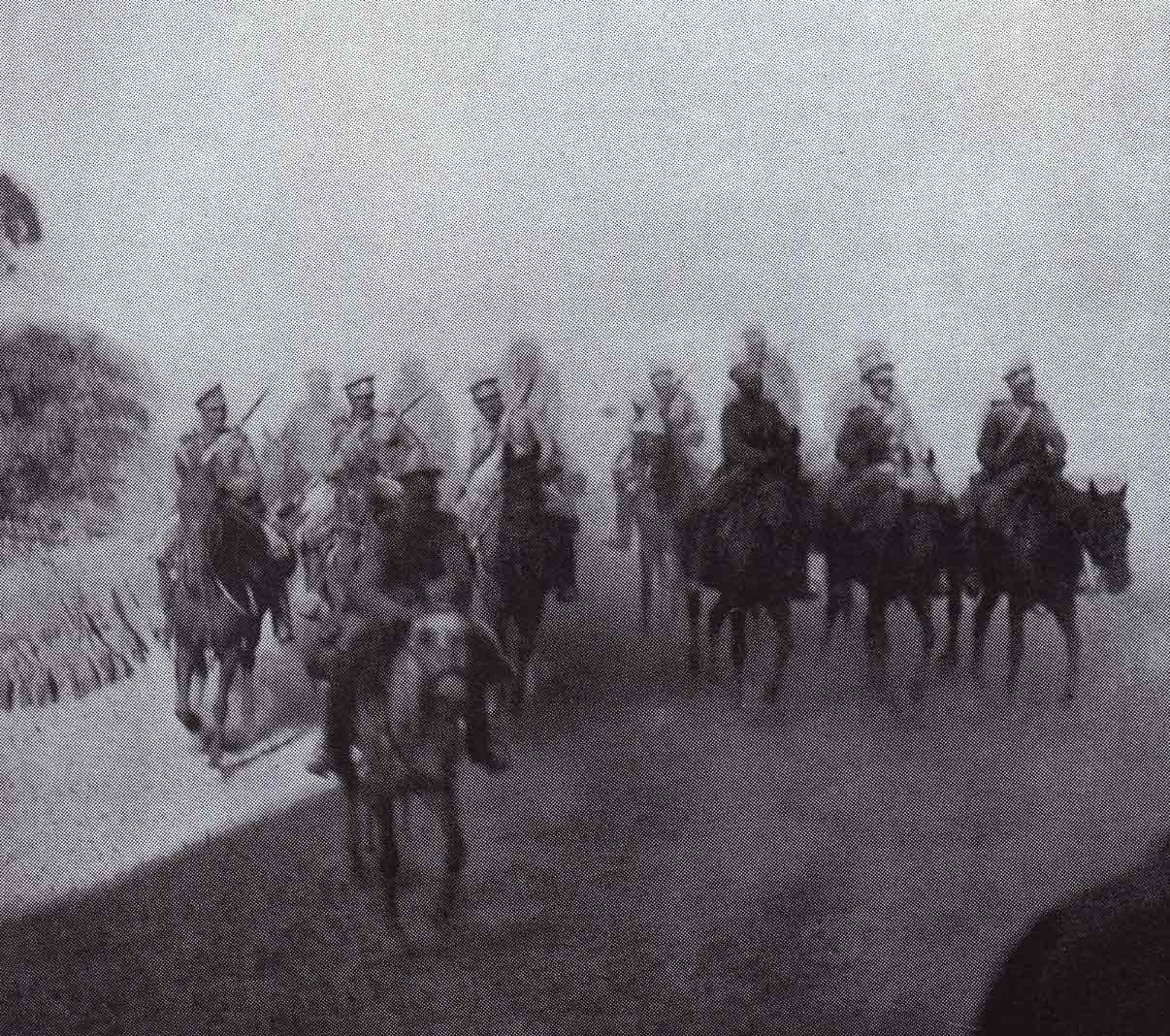
奉天会战中执行侦查任务的俄军骑兵

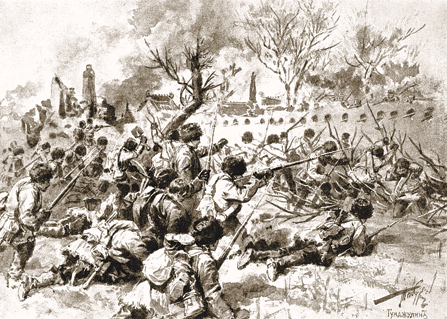
与日军战斗的俄军士兵

1905年2月20日，日军第五军（鸭绿江军）按计划开始进攻俄军左翼，由此拉开了会战序幕。2月27日，日军第四军开始攻击俄军右翼；其余的日军部队也开始进攻俄军阵线。同一天，日军第三军绕过俄军阵线，开始向奉天西北展开迂回。
日军主攻方向是俄军右翼，它要迫使库罗帕特金把预备队从左翼调到右翼来。为此，2月23日，日军右翼第5军率先从太子河上游地区北进。在第1军支援下，开始迂回俄军第1集团军右翼。这一行动，完全出乎库罗帕特金意料之外，他立即将右翼预备队42个营调去加强左翼，而这正是大山元帅所求之不得的。
2月27日，日第2、第3两个军开始迂回俄军右翼，实施主要突击。这一着使俄军陷入了困境：在绵延约100公里的战线上，俄军右翼的预备队只剩下1个师。俄国第2集团军要对付日本2个军(约96个营、288门炮对133个营、468门炮)，而且右翼挨打的同时，左翼2个集团军按兵不动。第2集团军被迫收缩阵地。此时，库罗帕特金又决定把预备队从左翼调回右翼。
到了3月1日，日军在俄军阵线东部和中部的进攻虽然日军沿着战线取得了一些进展，伤亡却是巨大的。库罗帕特金决定对迂回其右翼的日第3军乃木希典的侧后发动反突击，为此从左翼2个集团军抽出若干连、营、团，匆忙编组一支混合部队，由考尔巴斯统一指挥。反突击预定于3月4日开始。3月4日，日第3军已经接近奉天以北的铁路线，情况紧急。但考尔巴斯声称部队没有完成集中，将原定的反突击日期推迟到3月5日，当时他指挥的第2集团军总兵力为120个营(8万人)，俄军进行了几次毫无效果的血战，3月7日停止行动。反突击没有奏效。日第3军继续向奉天以北迂回。3月7日，库洛帕特金不得不从战斗激烈的东线抽调部分部队以应对迂回到奉天西翼的日军第三军，他甚至计划亲自带领部队击退日军第三军。但是，俄军从东翼到西翼的调动协调的并不好，由此直接导致了第一和第三满洲军陷入混乱中。
大山岩元帅抓住了这个机会，他给部队的命令由“进攻”改为“前进并摧毁”，进攻的重点摆在奉天东南部的浑河。此时，浑河河水由于寒冬而比往年解冻的时间更晚，由俄军阿列克謝耶夫指挥的左翼只能防守着此刻河面异常坚固的浑河，这极大的减轻了日军进攻的难度。尽管如此，当日军越过浑河的时候，他们的进攻由于俄军顽强的阻击和猛烈的炮火而非常艰难，经过激烈的炮战和不停的进攻，日军终于占领了浑河北岸，由此伦嫩坎普夫指挥的俄军河岸防线崩溃并导致整条战线的左翼被日军打入了一个楔子。同时，奉天西部的战线形成了一个大约15公里的突出部，日军由此成功的从右翼将俄军包围。
由于存在被包围的危险，胜利无望的库洛帕特金于3月9日18:45下达全军向北撤退的命令。但是撤退的情况相当混乱：骑兵（未参加会战）先于步兵和炮兵撤退，辎重堵塞了道路。部队失去指挥，又遭到日军炮击，后卫陷入日军包围之中，很快撤退变成了无组织的溃退。惊慌失措的俄军放弃了伤员，重武器以及补给物资向北面的铁岭溃逃。
3月10日上午10点，日军占领奉天。3月11日，日第1、第3两军在浑河地区会师。同时前锋继续追击俄军，此时大山岩元帅意识到他的补给线太薄弱了，因此，他命令部队的追击行动减慢下来。在奉天城外20公里的地方日军收住了脚步。但是俄军一直向着中俄边界方向溃退到铁岭以北。由此，日军取得奉天会战的全胜。

## 总结

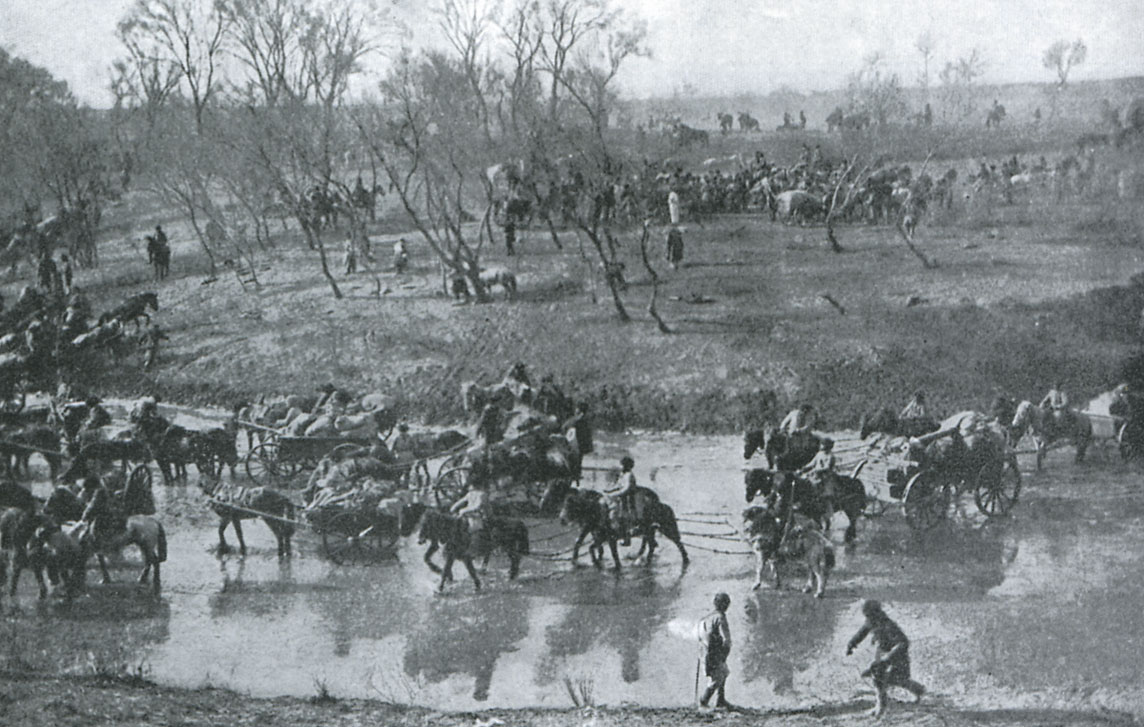
会战后向中俄边界撤退的俄军

俄军的损失将近90000人，以及大部分的补给物资、火炮和重机枪。由于惧怕日军的进一步进攻，库洛帕特金命令将铁岭付之一炬，然后将剩余的部队10天内向北撤退到四平（位于吉林省），并在那里建立了一条新的防线，在那里米哈伊尔·贝特雅诺夫，代替亚历山大·比尔德林指挥第三军）组织起防线以对抗日军新的进攻。但是，库洛帕特金没有坚守防线太久，很快他指挥俄军完全撤出了这一地区。日军损失了75000人，并缴获了俄军58门火炮，不过相对俄军，日军的伤亡人数更多。
继奉天会战后，由于严重的伤亡，日俄双方没有再发生大的地面战斗。

## 战役后果

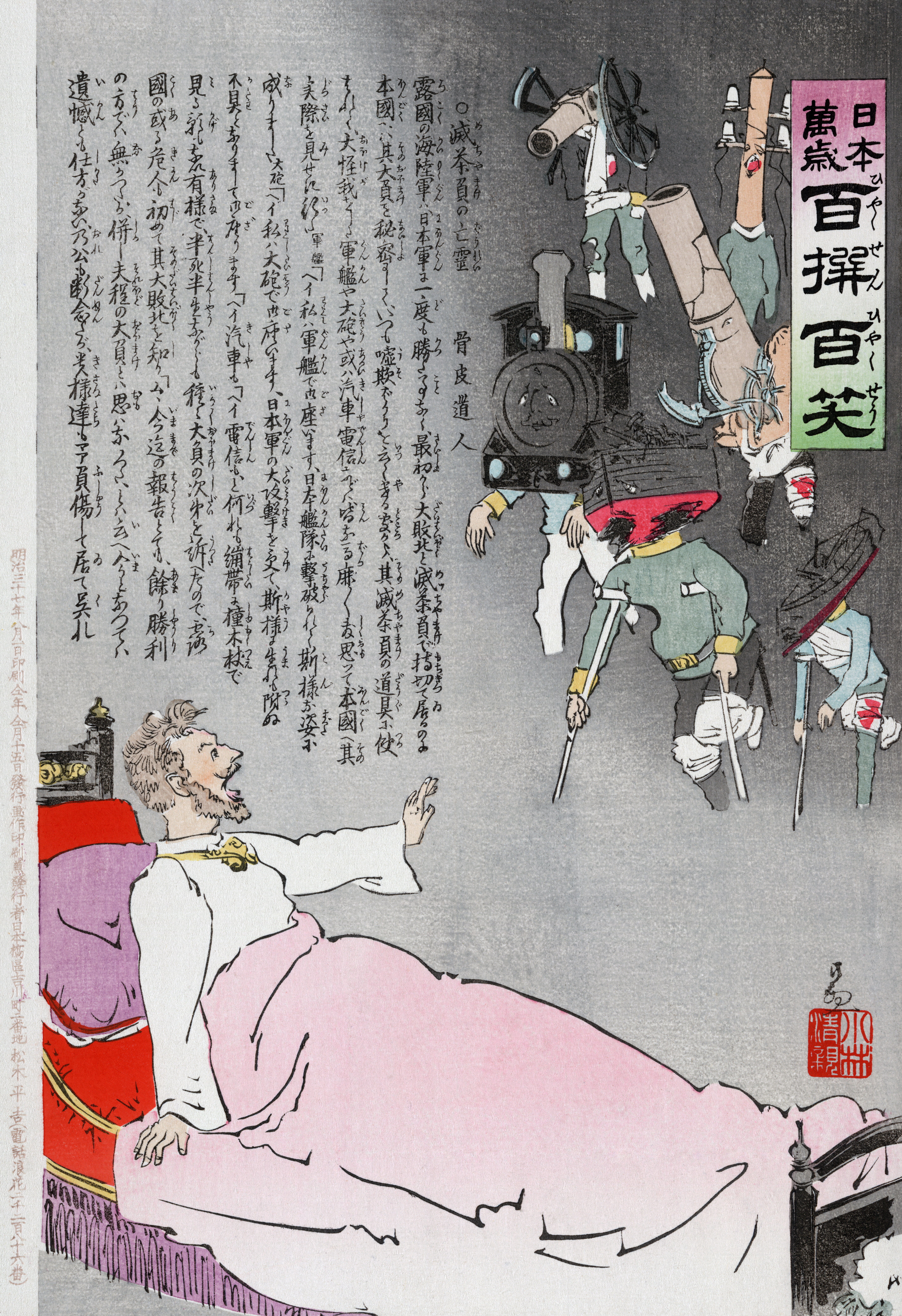
日本宣传海报：沙皇尼古拉二世从噩梦中惊醒，看到战斗归来的残兵败将。作者：小林清親，1905年

随着俄军奉天会战的失败，俄罗斯帝国的势力被逐出了南满。考虑到绵长脆弱的补给线所带来的重重困难，日军未能完全消灭库洛帕特金指挥的虽然还算完整，但被严重削弱，同时面临补给短缺和频临崩溃的俄军部队。但是，奉天会战依旧严重的打击了俄军的士气，破坏了沙皇政府为战争付出的努力，同时未完成的西伯利亚铁路在满洲的部分现在也置于日军的掌控之中。至此，日俄战争中陆上的战斗基本结束了，而整场日俄战争最终终止于之后的对马海战。
日本帝国的胜利震动了欧洲，虽然俄罗斯帝国拥有更多的人力和资源，却被日本反转击败了。战争首次证明了欧洲军队不是不可战胜的，甚至有可能被完全击败。亚历山大·萨姆索诺夫和帕维尔·连内肯普两位俄国将军，在战后互相指责未能在战斗最激烈的时候给予对方有力的支援。当战争的结果传到圣彼得堡的时候，沙皇尼古拉二世表现出极大的震惊，因为像日本这样的亚洲小国竟然可以完全击败如俄国那样的庞大的欧洲帝国。沙皇政府恼怒于战争中俄军指挥官的失职与不作为，同时也非常沮丧而不得不将战略重心再次转移到巴尔干地区，由此最终变成了接下来第一次世界大战的一个引子。

## 関係文献
- 長南政義「乃木希典の奉天会戦　ロシア軍殲滅を目指した大運動戦」『歴史群像』2014年8月号（学研パブリッシング、2014年）
- ゲームジャーナル編集部『坂の上の雲5つの疑問』（並木書房、2011年）ISBN 4890632840

## 外部連結
- Battle of Mukden animated battle map by Jonathan Webb